# Walnut (Kalifornija)
Walnut je grad u američkoj saveznoj državi Kalifornija. Prema popisu stanovništva iz 2010. u njemu je živjelo 29.172 stanovnika.